# 和水町立菊水中学校
和水町立菊水中学校（なごみちょうりつきくすいちゅうがっこう）は、熊本県玉名郡和水町江田にある公立の中学校。

## 概要
歴史
1947年（昭和22年）の学制改革で新制中学校として創立。当初は江田町および三ヶ村（花簇・川沿・東郷）で学校組合を組織し、学校を運営していた。現校名となったのは2004年（平成16年）。2022年（令和4年）には創立75周年を迎えた。
通学区域
- 和水町立菊水小学校区。

## 沿革
- 1947年（昭和22年）4月 - 学制改革（六・三制の実施）により、「江田町他三ヶ村中学校組合立 江田中学校」が創立。
- 1954年（昭和29年）4月1日 - 菊水町の発足に伴い、「菊水町立菊水中学校」と改称。
- 2006年（平成18年）3月1日 - 和水町の発足に伴い、「和水町立菊水中学校」（現校名）となる。

## 過去に行われていた教育
1984年ごろから、1年を通して、男子は上半身裸、女子も半そでにて体育の授業を行う“裸体育”が行われていた。「十七年前から、真冬でも男子は上半身裸、女子も半そでという“裸体育”を続けている。」

## 交通アクセス
最寄りのバス停留所
- 九州産交バス 「菊水中学校前」停留所

最寄りの幹線道路
- 福岡県道・熊本県道3号大牟田植木線
- 九州縦貫自動車道（高速道路）「菊水IC」

## 周辺
- 江光寺公民館分館
- 和水町中央公民館
- 和水町役場 本庁
- 和水町立菊水小学校
- 玉名警察署 江田警察官駐在所
- 菊水郵便局
- 肥後銀行江田支店
- 江光寺跡
- 江田城跡

## 著名な出身者
- 廣田彩花 - バドミントン選手